# Нескучное (Тверская область)
Неску́чное — деревня в Осташковском районе Тверской области. Входит в Замошское сельское поселение.
С конца XVIII века на месте нынешней деревни уже существовало сельцо ( т.е. помещичий дом и отдельные дома для проживания прислуги ) с названием Нескучное. 
С 80-х годов XIX века до 80-х годов XX-го в разное время в Нескучном проживало от 20 до 30 семей.  По данным Всероссийской переписи  2010 года численность населения деревни составляла 5 человек.
В настоящее время в деревне постоянно проживает одна семья, ещё в нескольких домах в летний сезон и на выходных живут дачники - жители Осташкова и Москвы.

## География
Деревня расположена в 700 метрах от Весецкого плёса ( т.н. озеро Весцо )  озера Селигер. Расстояние до районного центра, города Осташков, 7 км.

## Население
| 2010 |
| ---- |
| 5    |

По данным Всероссийской переписи, в 2010 году численность населения деревни составляла 5 человек (2 мужчины и 3 женщины).

## Улицы
В настоящее время в деревне нет ни одной улицы.